# Bangkok Hilton
A Bangkok Hilton 1989-ben bemutatott, három epizódból álló ausztrál televíziós minisorozat Ken Cameron rendezésében. A forgatókönyvet Ken Cameron, Terry Hayes és Tony Morphett írta. A film címe egy fiktív bangkoki börtön beceneve, ahonnan a főszereplő (Nicole Kidman) megszökik, hogy elkerülje kivégzését. Az elnevezés ironikus hivatkozás Hanoi Hiltonra, egy létező börtön, a Hỏa Lò becenevére Észak-Vietnámban, amit az amerikai hadifoglyok "Hanoi Hilton" néven ismertek a vietnámi háború idején. 

## Cselekmény

### Első rész
A II. világháborúban elkövetett tettei miatt hadbíróság által lefokozott Hal Stanton (Denholm Elliott) Ausztráliában telepszik le Graeme Greene álnéven. Ügyvédi munkája során találkozik a jómódú Catherine Faulknerrel (Judy Morris), akibe azonnal beleszeret, ám Catherine családja rossz szemmel nézi a kapcsolatot. Amikor kiderül a férfi múltja, Catherine szülei drasztikusan közbelépnek, és lányuk terhességét is eltitkolva elszakítják őket egymástól. Halt családja megtagadta, és azóta együtt él a szégyennel. Katherine családja is megszakítja a kapcsolatot Hallal, Hal pedig kétségbeesetten elköltözik. Röviddel ezután Catherine megszüli törvénytelen gyermeküket, Katrinát. aki egyedüli gyermekként nevelkedik a birtokon, és családja egy tiltott dolog szégyenteljes termékének tekinti őt. Húsz évvel később Catherine meghal, Kat pedig megörökli a család vagyonát. Édesanyja halála után megtalálja a naplóját, melyben információkat talál anyja egy korábbi kapcsolatáról, és nyomozni kezd soha nem ismert apja után. Hamarosan a család ügyvédjétől megtudja, hogy az apja nem halt meg, ahogy azt családja egész életében mondta neki. Kat Londonba utazik, ahol Hal családja élt, hogy felkutassa őt. Megtalálja James Stantont (Lewis Fiander), a nagybácsit. James úgy tekint testvérére, mintha nem is létezne, a második világháborúban tett szégyenletes bűne miatt, és nem hajlandó segíteni a lánynak. Londonban a reptéren Kat találkozik egy jóképű amerikaival, Arkie Ragannel (Jerome Ehlers), aki leveszi a lábáról, és kéri, hogy együtt utazzanak vissza Ausztráliába, útba ejtve Goát. Miközben Kat indulni készül, James bevallja neki, hogy a család bangkoki ügyvédje tudja, hol találja az apját. Goában Arkie titokban felvesz egy kábítószer-szállítmányt, és elrejti Kat fotótáskájába, amit korábban neki ajándékozott. Kat úgy dönt, Bangkokba megy, hogy felkeresse az ügyvédet, aki talán segíthet megtalálni az édesapját. Arkie erősen ellenzi, hogy Thaiföldre utazzon, de Kat ragaszkodik hozzá. Ám Bangkokban az ügyvéd, Richard Carlisle (Hugo Weaving) sem hajlandó neki segíteni. Vonakodva kicsit, Kat vissza indul Ausztráliába, de a repülőtéren letartóztatják, amikor felfedezik a bőröndjében lévő kábítószert. Arkie eltűnik, amikor Katrinát a thai hatóságok őrizetbe veszik.

### Második rész
Kat a börtönben találkozik a család ügyvédjével, aki beleegyezik, hogy elmondja Halnak, lányát letartóztatták. Hal nem szívesen találkozik Kattel, de Carlisle meggyőzi őt, hogy látogassa meg a börtönben álnéven, és tegyen úgy, mintha Carlisle jogi asszisztense lenne. Katrinát, ha nem vallja magát bűnösnek, kábítószer-kereskedelemmel vádolják meg, ami Thaiföldön halálbüntetést von maga után. Elviszik a koszos, túlzsúfolt, Lum Jau, ironikusan a "Bangkok Hilton" becenevű börtönbe, hogy megvárják a tárgyalást, és közös zárkába helyezik más külföldiekkel. Itt megismerkedik Mandy Engelsszel (Joy Smithers), akinek segítségével hamarosan megtudja, milyen előnyöket lehet elérni megvesztegetéssel. Mandy értelmi fogyatékos testvére, Billy a börtön férfi részlegében van, így Mandy tudja, hogyan kell bejutni a férfi részlegre. Carlisle meggyőzi Halt, hogy aktívan vegyen részt az ügyben, és dolgozzon Kattel, de mint jogi asszisztens és megőrizve hamis személyazonosságát. Hal azonban nem hajlandó meglátogatni Katet a Lum Jauban. Az apa bevallja az ügyvédnek, hogy őt magát és embereit 1945-ben a háború vége előtt hadifogolyként tartották fogva ugyanabban a börtönben, és elárult egy menekülési kísérletet, miszerint nyolc férfi a csapatából egy alagúton keresztül akart a börtönből megszökni. A japánok minden szökött rab után két foglyot végeztek ki. A nyolc menekülni vágyó britet a japánok lefejezték. Másnap a háborúnak vége lett, a japánok pedig eltűntek. Ezért a mai napig sajnálja az árulását. Végül Hal összeszedi a bátorságát, hogy elmenjen Lum Jauba, ahol Kat elmeséli neki, hogy van egy képe Arkie-ról. Hal úgy dönt, megkeresi az embert, aki felültette lányát. Ezért elutazik Londonba, ahol újra találkozik elidegenedett testvérével, Jamesszel, aki mégis örömmel fogadja őt. 

### Harmadik rész
Londonban Arkie felkutatása zsákutcába fut. Ezért Hal tovább utazik Goába, ahol követi a férfit a repülőtérre, és látja őt a tömegben, amint felszáll egy gépre. Azonban bűncselekmény bizonyítása nélkül nem tudja meggyőzni az indiai rendőrséget Arkie bűnösségéről. Mandyt és Billyt halálra ítélik és kivégzik. Nem sokkal később Katet is bűnösnek találja a bíróság kábítószer-kereskedelem bűntettével, és halálra ítélik.  A kétségbeesett Hal hirtelen rájön, hogy a meneküléshez használt alagút, amelyet emberei a második világháborúban ástak, még mindig létezhet, mivel a japánok az alagút felfedezése után csak lefedték a bejáratot. Katnek csak a börtön férfi részlegére kell átjutnia, hogy eljusson az alagúthoz. Hal meggyőzi Carlisle-t, aki egész életét a törvény védelmének szentelte, hogy szegje meg a törvényt, és segítsen nekik, hogy megmentsék az ártatlan Katet a kivégzéstől. Kat elárulja, hogy el tud jutni a férfi részlegre. Egy sikertelen kísérlet után Kat újra megpróbálja, mielőtt egy másik börtönbe szállítanák kivégzésére. Kat a férfi részlegre lopakodik, és megtalálja az alagutat, amin keresztül bejut a csatornába, ahol találkozik Hallal és Carlisle-lal. A reptéren Hal elárulja Katnek, hogy ő az apja, mielőtt felszáll az Ausztráliába tartó repülőgépére. Hal elmenekül Bangkokból, és találkozik Kattel Goában, ahol együtt kerítik rendőrkézre Arkie-t, majd apa és lányaként együtt sétálnak a tengerparton.

## Szereplők
| Szerep             | Színész          | Magyar hang          |
| ------------------ | ---------------- | -------------------- |
| Katrina Stanton    | Nicole Kidman    | Pápai Erika          |
| Hal Stanton        | Denholm Elliott  | Bitskey Tibor        |
| Richard Carlisle   | Hugo Weaving     | Nagy Gábor           |
| Mandy Engels       | Joy Smithers     | Gruiz Anikó          |
| Arkie Ragan        | Jerome Ehlers    | Zalán János          |
| Billy Engels       | Noah Taylor      | Szabó Sipos Barnabás |
| George McNair      | Norman Kaye      | n.a.                 |
| Pretty Warder      | Pauline Chan     | n.a.                 |
| James Stanton      | Lewis Fiander    | n.a.                 |
| King nyomozó       | Richard Carter   | n.a.                 |
| Sara őrnagy        | Tan Chandraviroj | n.a.                 |
| Catherine Faulkner | Judy Morris      | Bencze Ilona         |

## Forgatás
A minisorozatot a Barlow Chambers-ügy ihlette, amelyet szintén minisorozattá alakítottak. Terry Hayes úgy érezte, az lenne a jó minisorozat alapja, ha a történetet megváltoztatnák, így a börtönbe került személy ártatlan lenne. Őt egy ír nő igaz története inspirálta, aki beleszeretett egy arab férfiba, aki bombát csempészett a poggyászába.
A forgatókönyvet eredetileg Terry Hayesnek kellett volna írnia, de a Halálos nyugalom című filmen dolgozott, ezért Tony Morphett kapta meg a munkát. Morphett azonban túlságosan el volt foglalva a Sweet Talker (1989) című filmmel, és nem tudta elvállalni, ezért Hayes visszakapta.
A filmet 1989 májusától 13 héten keresztül forgatták.

## Helyszínek
A Bangkok Hilton forgatási helyszínei Ausztráliában, Angliában, Indiában és Thaiföldön voltak, azonban a jelenetek többsége Sydney-ben, Ausztráliában készült. A jelenetek közül egyet sem forgattak Új-Dél-Walesben, ahogy azt a cselekmény sugallja. A sorozat korai szakaszában látható városi jeleneteket a sydney-i Concord egykori lábadozókórházában forgatták. A greenbox technológia használata ezt a kastély stílusú házat egy vidéki új-dél-walesi környezetbe helyezte. További helyszínek a sydney-i Balmain High School; a Water Board létesítmény, Waterloo, Sydney; a Metro Színház, 30 Orwell Street, Kings Cross, Sydney.
A Thaiföldön játszódó beltéri jelenetek nagyrészt a sydney-i Kennedy Miller Stúdióban lettek felvéve, kivéve azokat a jeleneteket, amelyek a sorozat utolsó részében a börtönből való menekülésről szólnak. Ezeket és a kisebb (a bebörtönzés előtti) jeleneteket Észak-Sydney egyik használaton kívüli kórházában forgatták. A felvételek gondos akusztikai kezelést igényeltek a hang egyenletességének biztosítása érdekében.
A tengerentúli helyszínek: Bangkok nemzetközi repülőtere, Bangkok, Thaiföld; Cidade de Goa Resort Hotel, Vainguinim Beach, Goa, India; Goa repülőtér, Dabolim, Goa, India; London, Anglia, Egyesült Királyság; és a Royal Orchid Sheraton Hotel, Bangkok, Thaiföld.

## Fogadtatás
1989-ben ez volt az év legmagasabb minősítésű minisorozata, és ez volt az utolsó sorozat, amit Kennedy Miller készített a Network Ten számára. Szintén az egyik utolsó minisorozat, amely nagy nézettséget vonzott az 1980-as évek minisorozatainak fellendülése előtt.
A későbbi hasonló történetű produkciók közé tartozik a Return to Paradise és a Brokedown Palace. A sorozat sugárzása után a Bangkok Hilton nevet rendszeresen használták a médiában, hogy minden bangkoki börtönre így utaljanak, mintha ezek a börtönök valójában a Bangkok Hilton becenevet kapták volna. Egyes híradások azt állítják, hogy a Lard Yao női börtön a Bangkok Hilton becenevet viseli.  A BBC-nek a Bangkwang börtönről - csak férfiak börtönéről - szóló dokumentumfilmje 2004-ben a The Real Bangkok Hilton címet kapta. Egyes híradások azt állítják, hogy maga a bangkwangi börtön valóban ezt a becenevet viseli.

## Változatok
A minisorozatot eredetileg Ausztráliában sugározták a 10 TV (Network Ten) csatornán három epizódként 1989. november 5-én, 6-án és 7-én, mindegyik kétórás volt reklámokkal. Ezt a verziót az Egyesült Államokban is sugározták a TBS-en 1990 októberében, néhány kisebb, pár másodperces szerkesztéssel a tartalom és a nyelv tekintetében.
2000-ben megjelent dupla DVD-n az Egyesült Királyságban. Mindegyik epizódot elfelezték, és hat résszé alakították, mindkét lemezen három résszel. Ezt a verziót hibásan feliratozták egy fontos jelenetnél, amelyben thai nyelven beszélnek.
A bootleg verzióban, ami általában Oroszországból és más országokból származik, kilencven percre rövidült a sorozat.
A 2005-ben Ausztráliában megjelent DVD-változat az eredeti három részben mutatja be a sorozatot, de a szélesvásznú televíziókhoz optimalizálták, 1,33:1-ről 1,78:1-re, levágva a film tetejét és alját. Emiatt a nyitó- és zárócímeket újra kellett készíteni, és a 3. rész záró címe alatt játszott utolsó részt így kihagyták.

## Bangkok Hilton hotel
A minisorozat elkészítésekor már működött a Hilton International Bangkok a Nai Lert Parkban, amely 1983-ban nyitotta meg kapuit. A sorozat gyártója lemondott arról, hogy bármi módon kapcsolódna a szállodához. A szálloda neve most Mövenpick BDMS Wellness Resort Bangkok.

## Remake
A sorozatot Bollywoodban Gumrah címmel forgatták, amelyben Sridevi színésznő játssza a főszerepet, amit korábban Nicole Kidman alakított.

## Érdekességek
- Ezzel a filmszereppel vált ismertté Nicole Kidman.
- Apját Denholm Elliott alakította, aki akkor már súlyosan beteg volt, és számára ez volt az egyik utolsó filmszerep.
- A kanadai születésű hollywoodi színésznő, Deborah Kara Unger ebben a filmben debütált mint Astra.
- Időközben a film cselekményéhez hasonló helyzet állt elő Schapelle Corby esetében.
- Valójában korábban is volt hasonló eset, amelynek visszhangja az angol sajtóban közrejátszhatott a film elkészítésében: Rita Nightingale-é, aki Thaiföldön volt börtönben, mert egy barátja kábítószert adott neki. Ez 1977-ben történt a Bangkok Hilton megalkotása előtt. Rita Nightingale azonban kegyelem útján szabadult, ami akkoriban nagyon szokatlan volt.[8][9][10]
- Az 1990-es Logie Awardson Nicole Kidman a legjobb színésznő, a film pedig a legnépszerűbb minisorozat[11] díját nyerte el.

## Kritika
Nagyon erős film, a legjobb összetevőkkel: szerelem, hazugság, félreértések, csillogás és lélegzetelállító helyszínek

## Fordítás
- Ez a szócikk részben vagy egészben  a   Bangkok Hilton című angol Wikipédia-szócikk ezen változatának fordításán alapul.  Az eredeti cikk szerkesztőit annak laptörténete sorolja fel. Ez a jelzés csupán a megfogalmazás eredetét és a szerzői jogokat jelzi, nem szolgál a cikkben szereplő információk forrásmegjelöléseként.
- Ez a szócikk részben vagy egészben  a   Bangkok Hilton című német Wikipédia-szócikk ezen változatának fordításán alapul.  Az eredeti cikk szerkesztőit annak laptörténete sorolja fel. Ez a jelzés csupán a megfogalmazás eredetét és a szerzői jogokat jelzi, nem szolgál a cikkben szereplő információk forrásmegjelöléseként.